# Chiesa di San Marco in Sylvis
La chiesa di San Marco in Sylvis, conosciuta anche come chiesa di San Marco della Selvatella, è un luogo di culto cattolico situato ad Afragola e costruito, secondo la leggenda, il 10 aprile 1179, per volere del re Guglielmo II di Sicilia.

## Storia

### La costruzione della chiesa
Secondo la Relatione historica della fondazione della chiesa di San Marco della selvetella, risalente al 1390 (ma pubblicata per la prima volta nel 1581) e attribuita al frate domenicano Domenico De Stelleopardis, nato ad Afragola nella prima metà del XIV secolo, la chiesa fu fondata il 10 aprile 1179 per volere di Guglielmo II di Sicilia, per le famiglie dei veterani che avevano combattuto con Ruggero I di Sicilia; l'edificio fu in seguito traslato nottetempo dagli angeli nel luogo in cui vi erano alcune reliquie (un martyrium) di santi cristiani originari di Nola, seguita dall'apparizione delle anime di questi ultimi a uomini pii.
Inoltre, secondo la leggenda, lo stesso san Marco, prima di giungere a Roma, e san Gennaro, durante il suo trasferimento da Nola a Pozzuoli nel IV secolo, si sarebbero seduti sulla "pietra di san Marco", un grosso blocco calcareo incastonato sul muro absidale del campanile.
In particolare la dicitura "selvetella" o "in Sylvis" sta ad indicare che il luogo era ricco di boschi, come testimoniano, ad esempio, i ritrovamenti di stratificazioni con tracce di "pedosuoli" ricchissimi.
L'edificio fu completato il 10 aprile 1179 (dodicesima indizione), secondo quanto riferisce il parroco Francesco Antonio Castaldo nella relazione fatta per la Santa Visita del 1749.

### XIII e XIV secolo
In particolare, la chiesa viene citata in una carta del monastero di San Sebastiano, del 5 dicembre 1258, "ubi dicitur ad S. Marcum et est iuxta viam publicam", cioè lungo l'attuale via San Marco, e in un documento del 9 marzo 1309 del monastero di Santa Patrizia di Napoli, che cita alcuni fondi rustici "ubi dicitur ad Bagnare, iuxta ecclesiam Sancti Marci dicti loci".
Secondo Catello Pasinetti, infatti, la chiesa è sempre stata di proprietà delle monache del monastero dei SS. Marcellino e Desiderio di Napoli, al quale spettava il diritto di sceglierne anche il rettore; tuttavia, dal 18 settembre 1356, per ordine della Corte Arcivescovile Napoletana, la nomina di quest'ultimo spettò nuovamente alle monache previo consenso, però, degli abitanti di Casavico e dell'arcidiocesi di Napoli.

### XVII secolo
L'edificio cadde probabilmente in abbandono intorno al XVII secolo, quando l'interesse per il culto di san Marco fu sostituito dagli abitanti per quello di sant'Antonio di Padova, a partire dal 1633.
Per rinnovarne il culto, infatti, il cardinale Giuseppe Spinelli indette una solenne processione nel 1742; intorno al 1733 e al 1868, ad opera del sacerdote Giuseppe Rocco, fu ristrutturato parte dell'edificio, aperto il finestrone absidale e ricostruito il piano pavimentale, innalzandolo di quasi mezzo metro.
Nel 1897, invece, l'allora parroco e storico Luigi M. Jazzetta fece porre la "pietra di san Marco" nella zona retrostante aggiungendovi un'edicola con un affresco raffigurante san Marco e san Gennaro; inoltre vengono menzionati tre altari: due dedicati a Santa Maria delle Grazie (chiamate anche De Jorio e d'Alfieri, dal nome delle famiglie proprietarie) e un'altra a san Giovanni, oltre a diverse sepolture, un pulpito in legno e «due sedie confessionali fisse».

## Descrizione
La chiesa è a navata unica con impianto basilicale e abside a pianta rettangolare, priva di transetto e con cappelle laterali decorate con affreschi, databili fin dal 1521.

### Facciata
La facciata è composta da tre livelli: al primo è presente una piccola scalinata, attraverso la quale si accede al portale d'ingresso con arco ribassato in pietra calcarea sagomata, risalente alla fine del XIX secolo, e, inoltre, due piccoli contrafforti, che partono dalla base fino a una cornice marcapiano e due lesene, che corrono lungo i margini esterni della facciata; al secondo livello, invece, sono  presenti: una nicchia con arco ribassato e piedritti, con un affresco raffigurante una Madonna con Bambino, andata perduta e, infine, un timpano con capriate interne, una croce di ferro e monofore con arco acuto.

### Campanile
Il campanile, invece, è datato all'XIV-XV secolo ed è diviso in quattro livelli con un  pinnacolo ottagonale.

## Cultura di massa
La chiesa compare in una scena del film del 1965  Colpo grosso ma non troppo, diretto da Gérard Oury, durante la quale Antoine Marechal (Bourvil) si ferma per fotografarla.